# Wiley Peck
Wiley J. Peck (Montgomery, 15 settembre 1957) è un ex cestista statunitense, professionista nella NBA.

## Carriera
Venne selezionato dai San Antonio Spurs al primo giro del Draft NBA 1979 (19ª scelta assoluta).